# Y Rhiw
Y Rhiw es un pequeño pueblo en la punta suroeste de la península de Lleyn, en Gwynedd, en Gales. Hay buenas vistas hacia Snowdonia. Cerca se encuentra Plas yn Rhiw propiedad de la Fundación Nacional, por encima de ella, sobre las laderas de Mynydd Rhiw, hay una cámara mortuoria de finales de la Edad de Piedra y canteras neolíticas. En las proximidades, en Mynydd y Graig hay tres fortificaciones, varios conjuntos de chozas y bancales que se cree que datan de finales de la Edad de Hierro; a Bronze Age cinerary urn was uncovered in 1955. El pueblo forma parte de la comunidad de Aberdaron.
Las tierras comunales en Mynydd Rhiw y Mynydd y Graig se cercaron de acuerdo con el Acta de Parlamento en 1811, y se cultivó cebada y avena. Se descubrió manganeso en 1827; los burros cargaban el mineral a Porth Cadlan y Porth Neigwl, y a finales del siglo XIX se edificaron casas para los empleados en la industria. Para 1914 ya se había construido un teleférico aéreo, pasando por encima del pujante pueblo a un malecón en la costa en Porth Neigwl. En la Primera Guerra Mundial hubo una grand emanda de manganeso como agente fortalecedor del acero, y la industria se convirtió en una importante fuente de empleo para el pueblo; unas 150.000 long tons de mineral se extrajeron durante la vida de las minas,  y en 1906 la industria daba trabajo a 200 personas. Durante la Segunda Guerra Mundial, los mineros de carbón, los mineros de plomo córnicos y un contingente de los Reales Ingenieros de Canadá fueron reclutados para trabajar en las minas.
Plas yn Rhiw es una casa señorial de inicios del siglo XVII que alberga una escalera espiral de piedra. Se cree que la casa se sitúa sobre o cerca del sitio de una anterior casa defensiva, construida por Meirion Goch en el siglo X para prevenir incursiones de los Vikingos en Porth Neigwl. Se remodeló en 1820, cuando se construyó una tercera planta, se añadió un ala de escalones al eje principal y la fachada fue rediseñada con un diseño georgiano y 16 ventanas de cristales elevables, sobre una galería en la planta baja. La casa fue restaurada por las hermanas Keating en 1939, con el consejo de Clough Williams-Ellis, y ahora es propiedad de la Fundación Nacional. El jardín se extiende al pie de la casa y está escalonado en la ladera, dividido por setos en varios pequeños compartimentos. Hay vistas sobre Porth Neigwl y la bahía Cardigan, y en primavera y verano hay exposiciones de campanillas de invierno y jacintos de los bosques. Es el único jardín orgánico de la Fundación Nacional en Gales.
La iglesia de San Aelrhiw se construyó en 1860 sobre la localización de una iglesia anterior. Se compone de una pequeña nave y un corto coro, con naves laterales al norte y al sur, y tiene muros de piedra y un tejado de pizarra. El camposanto contiene las tumbas de algunos de los muchos cuerpos que trajo el mar a Porth Neigwl durante la Primera Guerra Mundial.
La Capilla Nebo se construyó en 1813, por los congregacionistas. Los metodistas wesleyanos siguieron en 1878 con la Capilla Pisgah; y los metodistas calvinistas con la Capilla Tan y Foel.
Hen Felin, un antiguo molino, se erigía cerca de la línea de costa en Porth Neigwl, y se le hizo referencia en una encuesta de la Corona de 1352. Un segundo molino se encontraba por encima de Plas yn Rhiw, alimentado por el manantial de Ffynnon Aelrhiw.

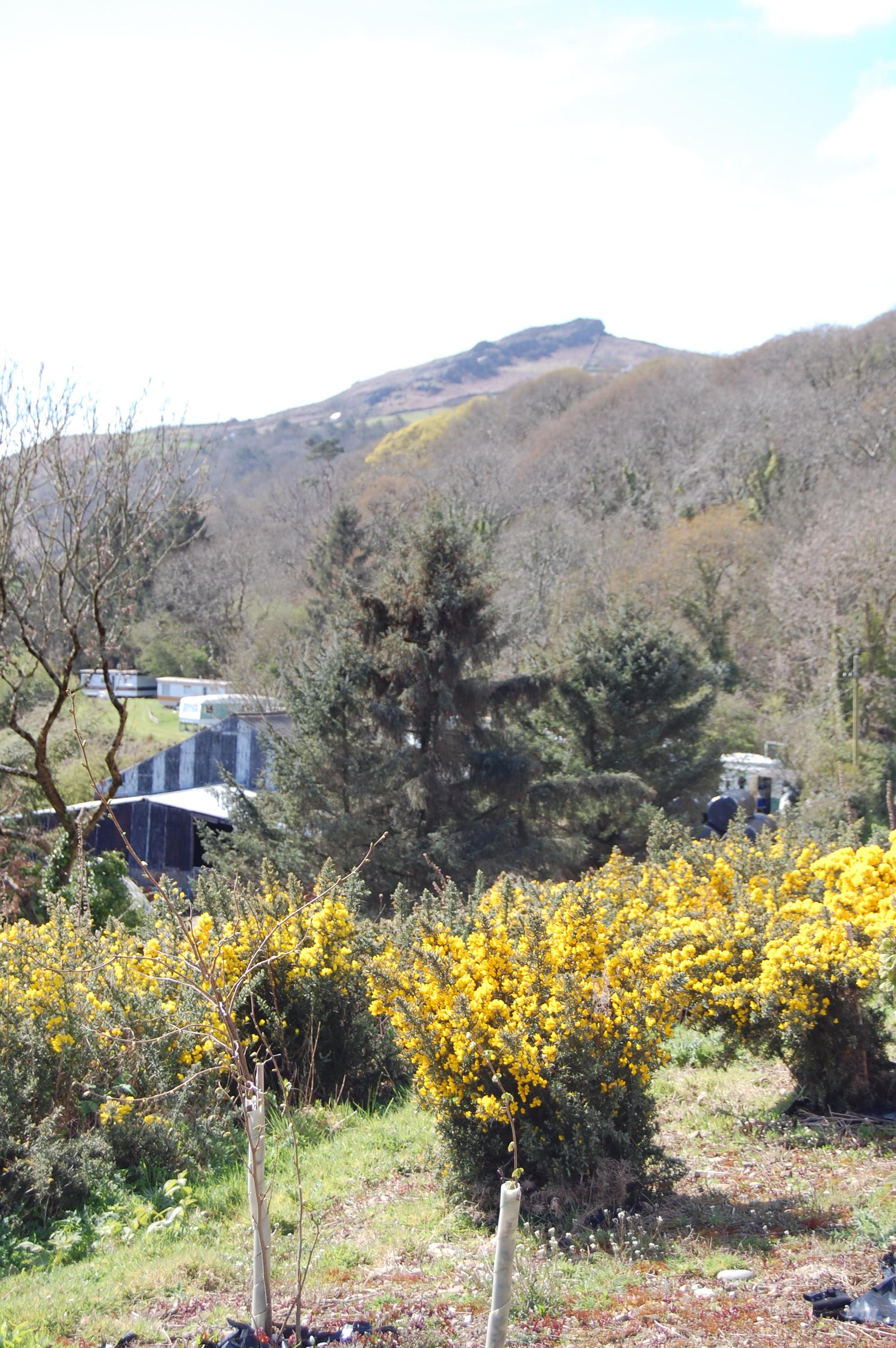
El asentamiento en Y Rhiw se construyó en un paso entre Mynydd Rhiw y Mynydd y Graig, parte de una serie de cantos ígneos.

Bwlch y Garreg Wen, construido en 1731, es una típica casa agrícola de trabajadores de la época. Tiene una puerta, toscamente en el centro de un lado largo, que está flanqueado por dos pequeñas ventanas. La casa de campo tiene dos habitaciones, una encima de la otra, y se usaba una escalera de mano para alcanzar la habitación superior. Este tipo de vivienda, conocida como casa de campo croglofft, era normal encontrarla por toda la península de Lleyn.
Tyn y Graig se construyó a comienzos del siglo XVIII. Originalmente tenía techo de paja pero se sustituyó más tarde por un tejado de pizarra. Tiene dos altas chimeneas cuadradas agrietadas, y contiene un diario con un desván encima.
Meillionydd Fawr data de 1616, y está al oeste de Mynydd Rhiw. Es un edificio de tres plantas con muros de piedra y un moderno tejado de pizarra, que resultó mayormente alterado en el siglo XIX.
Bryn Gwynt y Pen yr Ogof son ejemplos de Casas de Campo a la Luz de la Luna (Moonlight Cottages). En los siglos XVII y XVIII era corriente que las jóvenes parejas ocuparan la tierra. Si eran capaces de construir una casa de campo durante la noche y hubiera humo saliendo de la chimenea al amanecer, podían mantener tanto la casa como la tierra colindante.

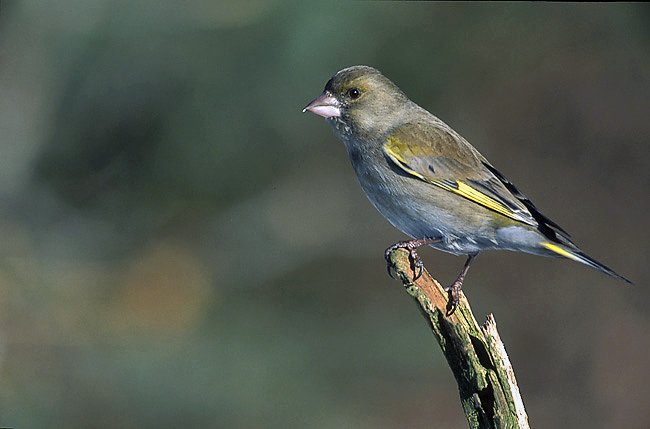
Nido de verderones europeos en los arbustos tojos que flanquean los pastos de ovejas.

Las aves abundan alrededor del pueblo, con mirlos comunes, petirrojos, acentores comunes, chochines, zorzales comunes y zorzales charlos. Se pueden ver nidos de zarapitos reales terrenos cenagosos y avefrías europeas en los campos. Los verderones comunes, pardillos comunes, currucas zarceras, pinzones vulgares y mosquiteros musicales anidan en los tojos que flanquean los pastos de ovejas, junto con tarabillas comunes europeas y las tarabillas norteñas. Las golondrinas, los aviones comunes y los vencejos comunes anidan en los edificios de las granjas, al lado de gorriones comunes y lavanderas blancas, mientras que los bosques son el refugio de los trepadores azules, agateadores norteños, picos picapinos y pitos reales. Las palomas torcaces, palomas zuritas y tórtolas turcas también crían en los bosques, junto con chochas perdices. Los mitos anidan en los densos matorrales de endrinos y tojos, mientras que los escribanos palustres, pollas grises y agachadizas comunes crían a sus crías en las marismas. Tres especies de lechuzas anidan alrededor del pueblo, y los gavilanes, cernícalos comunes, esmerejones y ratoneros comunes todavía pueden avistarse cazando. En los acantilados costeros se encuentran halcones peregrinos y chovas piquirrojas, con bisbitas costeras habitando en las rocas por encima del nivel del mar. cormoranes grandes y cormoranes moñudos, araos comunes, alcas comunes y gaviotas argénteas anidan sobre estos acantilados, tal y como hace el fulmar boreal.